# マカリオス3世
マカリオス3世（マカリオス3せい、英語: Makarios III、ギリシア語: Αρχιεπίσκοπος Μακάριος Γ、1913年8月13日 - 1977年8月3日）は、キプロスの政治家、宗教家。キプロス共和国大統領・キプロス正教会首座主教（大主教）。本名ミハイル・クリストドゥル・ムスコス(Mihalis Christodoulou Mouskos,  Μιχαήλ Χριστοδούλου Μούσκος)。キプロス正教会はギリシャ正教会同様、コンスタンディヌーポリ全地総主教から独立した独立教会である。

## 生涯
イギリス領キプロス島西部・パフォス地区の小さな村で生まれた。13歳で修道院入りし、1942年にアテネ大学を卒業。戦後ボストン大学に留学し、ラルナカの主教に叙せられる。
1950年9月18日にキプロス正教会大主教に選ばれるが、その頃からイギリスによるキプロス統治への反発とギリシャへの併合を求めるエノシス運動が活発化。更に強硬派はEOKA（キプロス戦士民族機構）を結成し、ゲオルギオス・グリヴァス指導下の下で武装闘争を繰り広げていく。このためイギリスは1955年にエノシスの指導者と目されていたマカリオスをセーシェル諸島へと追放、運動の鎮静化を図るがトルコ系住民も反英に傾き独立・自治を求めるなど事態は一層の混迷を深める。追放中、マカリオスはそれまでのギリシャへの統合から独立へと志向を変え、国際連合総会で独立を訴えた。結局1960年にキプロスは独立を果たし、マカリオスは初代の大統領に選出される。
独立直後はトルコ系のファーズル・キュチュク副大統領と権限を分担しギリシャ系とトルコ系の融和を図ったが、1963年に憲法改正を行いトルコ系の権限を弱めようとした。これに反対したトルコ系と更なる権限強化を要求するギリシャ系が衝突、翌年には国際連合キプロス平和維持軍が派遣される。また、EOKAもマカリオスに対しテロ活動を実行。皮肉にもトルコ系・ギリシャ系双方の住民から怨嗟の的となった。
1974年7月15日にギリシャ軍事政権の後押しを受けたギリシャ系民兵がマカリオスを襲撃、彼は辛くも命拾いしたが一時的に大統領から失脚することになった。また、これを機会にトルコもトルコ系住民保護を名目に北部キプロスへ出兵。キプロスの分断は確定的になり、両者の和解に道筋をつけることが出来ないまま1977年に心臓発作で死去した。
1972年に大統領（国家元首）として日本を訪れた。